# Заполиці (Радомщанський повіт)
Заполиці (пол. Zapolice) — село в Польщі, у гміні Кодромб Радомщанського повіту Лодзинського воєводства.
Населення — 271 особа (2011).
У 1975-1998 роках село належало до Пйотрковського воєводства.

## Демографія
Демографічна структура станом на 31 березня 2011 року:
|          | Загалом | Допрацездатний вік | Працездатний вік | Постпрацездатний вік |
| -------- | ------- | ------------------ | ---------------- | -------------------- |
| Чоловіки | 130     | 30                 | 76               | 24                   |
| Жінки    | 141     | 21                 | 80               | 40                   |
| Разом    | 271     | 51                 | 156              | 64                   |